# 인텔 A100
인텔 A100과 A110은 저전력 x86 프로세서(코드네임 스틸리:Stealey)로 도선(Dothan)과 마찬가지로 펜티엄 M 프로세서를 기반으로 개발되었으며 512KB L2 캐시와 400MHz FSB, 마이크로 FCBGA 패키지, 90nm 공정으로 제조되었다.
A100은 600MHz, A110은 800MHz로 작동하며 둘 다 TDP는 3와트이며 대기시 전력소모는 0.4와트다.
A100, A110 프로세서는 945GU 익스프레스 칩셋, ICH7U와 함께 인텔 울트라 모바일 플랫폼 2007(코드네임 맥캐슬린:McCaslin)로 MID, UMPC 등의 휴대용 기기용으로 판매되었으나 2008년 이후 아톰 프로세서로 교체된다.

## 같이 보기
- 모바일 인터넷 디바이스
- 인텔 아톰
- 지오드